# Ali Salmeen
Ali Salmeen (en árabe: علي سالمين‎; Dubái, Emiratos Árabes Unidos; 4 de febrero de 1995) es un futbolista de los Emiratos Árabes Unidos que juega en la posición de centrocampista. Desde el 2013 juega en el Al Wasl FC de la UAE Pro League.

## Carrera

### Club
| Periodo | Club       |
| ------- | ---------- |
| 2013-   | Al Wasl FC |

### Selección nacional
Debutó con Emiratos Árabes Unidos el 27 de mayo de 2014 en una derrota por 3-4 ante Armenia después de haber jugado en cuatro ocasiones con la selección juvenil. Su primer gol con la selección nacional lo anotó el 20 de noviembre de 2018 en la victoria por 2-0 ante Yemen en un partido amistoso en Dubái.